# Генган
Генган, название передаётся также как Генгам (фр. Guingamp, брет. Gwengamp) — город в Бретани, в департаменте Кот-д'Армор, в историческом субрегионе Трегор. Центр одноименных округа и кантона. Расположен в 130 км к западу от Ренна, на обоих берегах реки Триё. Через территорию города проходит национальная автомагистраль N12. На юге города находится железнодорожная станция Генган линии Париж-Брест, от которой отходят также две локальных линии Генган-Карё и Генган-Пемполь.
Население (2019) — 7 069 человек.

## История
С XI века Генган входил в состав графства Пентьевр, иногда выделяясь в отдельный лен; так, второй сын графа Стефана I де Пентьевр, известный деятель феодальных войн в Англии Ален Чёрный (1107—1146) унаследовал от матери титул графа Генганского. Карл де Блуа, герцог Бретонский в XIV веке даровал Генгану свой герб: две серебряные и две голубые горизонтальные полосы. С того же времени этот герб находится на фронтоне базилики Богоматери Милосердной (Notre-Dame de Bon-Secours). Бретонский герцог Пьер II
до вступления на трон в 1450 году был графом Генган.
В Генгане было построено три замка на одном месте: первый, деревянный, был возведен около 1030 года; в XII веке на его месте был построен каменный замок, снесенный в XIV веке. Третий замок, уцелевший до нашего времени, был построен в XV веке по приказу будущего герцога Пьера II. 
В XVII веке город был одним из центров охватившего всю Бретань Восстания гербовой бумаги, за что трое генганцев были повешены.

## Достопримечательности
- Замок герцога Бретани Пьера II XV века;
- Базилика Богоматери Милосердной (Notre-Dame de Bon-Secours)  XI—XVI веков, сочетание готики, пламенеющей гоитики и ренессанса
- Аббатство Святого Креста (основано ок. 1135 года)
- Фонтан Ла Пломе («источник» по-бретонски, основан в XV веке, современное оформление с XVIII века)
- Шато де Саль XV века

## Экономика
В городе находится отделение трегорского субрегионального технопарка Антисипа.
Структура занятости населения:
- сельское хозяйство — 1,2 %
- промышленность — 11,2 %
- строительство — 2,5 %
- торговля, транспорт и сфера услуг — 41,5 %
- государственные и муниципальные службы — 43,6 %

Уровень безработицы (2018) — 21,4 % (Франция в целом —  13,4 %, департамент Кот-д’Армор — 11,5 %). 

Среднегодовой доход на 1 человека, евро (2018) — 17 360 (Франция в целом — 21 730, департамент Кот-д’Армор — 21 230).

## Демография
Динамика численности населения, чел.

## Администрация
Пост мэра Генгана с 2014 года занимает социалист Филипп Ле Гоф (Philippe Le Goff). На муниципальных выборах 2020 года возглавляемый им левый список победил в 1-м туре, получив 70,01 % голосов.
| Период | Период | Фамилия        | Партия                  | Примечания                                                                                         |
| ------ | ------ | -------------- | ----------------------- | -------------------------------------------------------------------------------------------------- |
| 1977   | 1983   | Франсуа Лезур  | Коммунистическая партия | профессор философии, член Генерального совета департамента, депутат Национального собрания Франции |
| 1983   | 1989   | Морис Бриан    | Социалистическая партия | адвокат, депутат Национального собрания Франции                                                    |
| 1989   | 1995   | Альбер Лизийур | Разные правые           | ветеринар                                                                                          |
| 1995   | 2008   | Ноэль Ле Граэ  | Разные левые            | президент футбольного клуба Генгам, президент Федерации футбола Франции                            |
| 2008   | 2014   | Анни Ле Уэру   | Социалистическая партия | член Генерального совета департамента, депутат Национального собрания Франции, сенатор             |
| 2014   |        | Филипп Ле Гоф  | Социалистическая партия | профессор                                                                                          |

## Культура
Для современной культуры Генгана характерны:
- танцевальные мероприятия; город является центром международного фестиваля кельтского и бретонского танца, имеется несколько школ традиционных бретонских танцев;
- культура комнатного растения камелия, в Генгане базируется международная ассоциация камелиеводства;
- присутствие бретонского языка, 15 % детей изучают его в школах, город присоединился к хартии поддержки бретонского языка Ya d’ar brezhoneg.

## Спорт
В Генгане располагается футбольный клуб En Avant de Guingamp, название которого по-русски принято передавать как «Генгам». В 2009 году клуб выиграл Кубок Франции по футболу, победив в финале другой бретонский клуб — «Ренн», а в 2014-м — повторил успех.

## Города-побратимы
- Ауэ, Германия
- Шаннон, Ирландия
- Урбино, Италия

## Знаменитые уроженцы
- Теодюль Рибо (1839-1916), психолог, педагог, член Французской академии
- Жозеф Ги Ропарц (1864-1955), композитор и музыкальный педагог

## Галерея

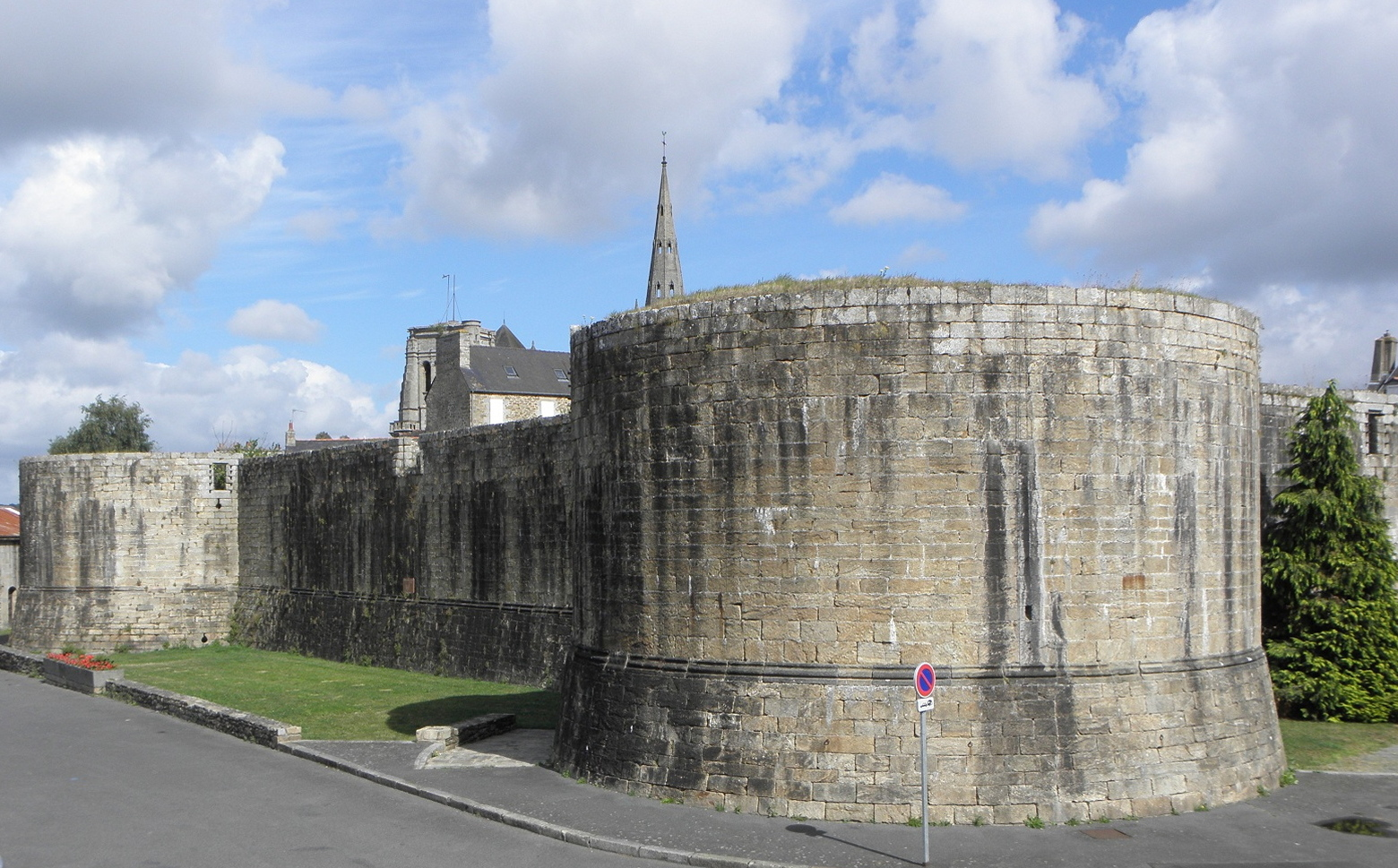
Замок Пьера II
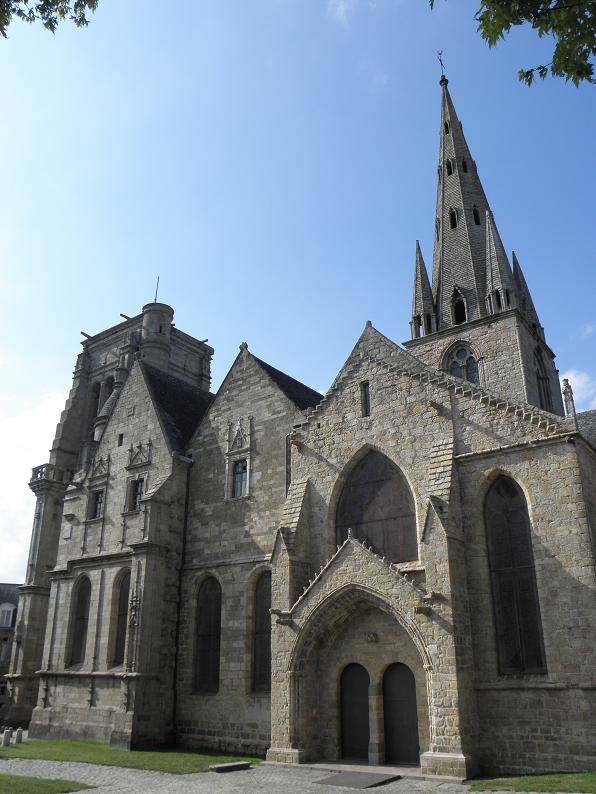
Базилика Богоматери Милосердной
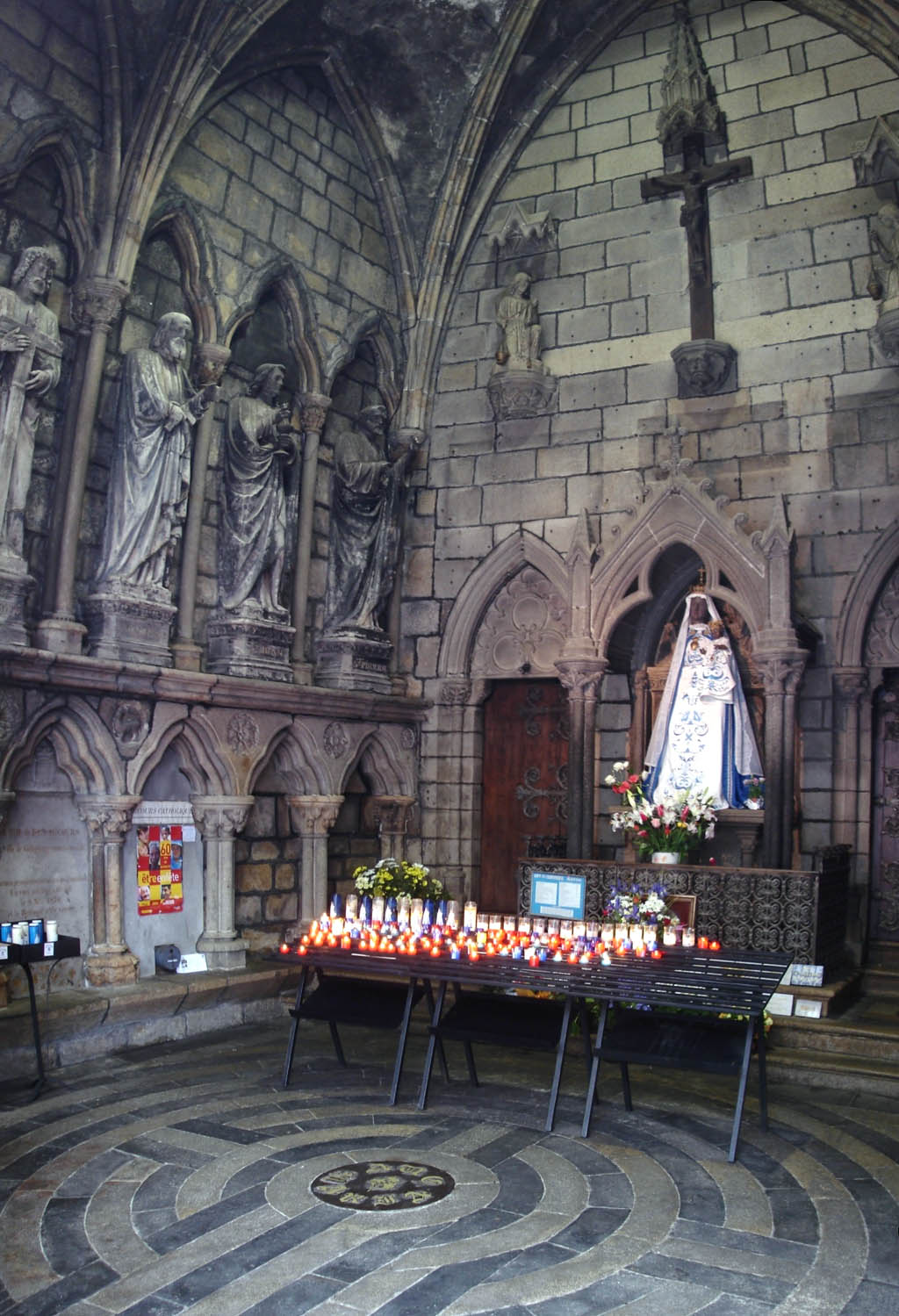
Часовня Богоматери в базилике
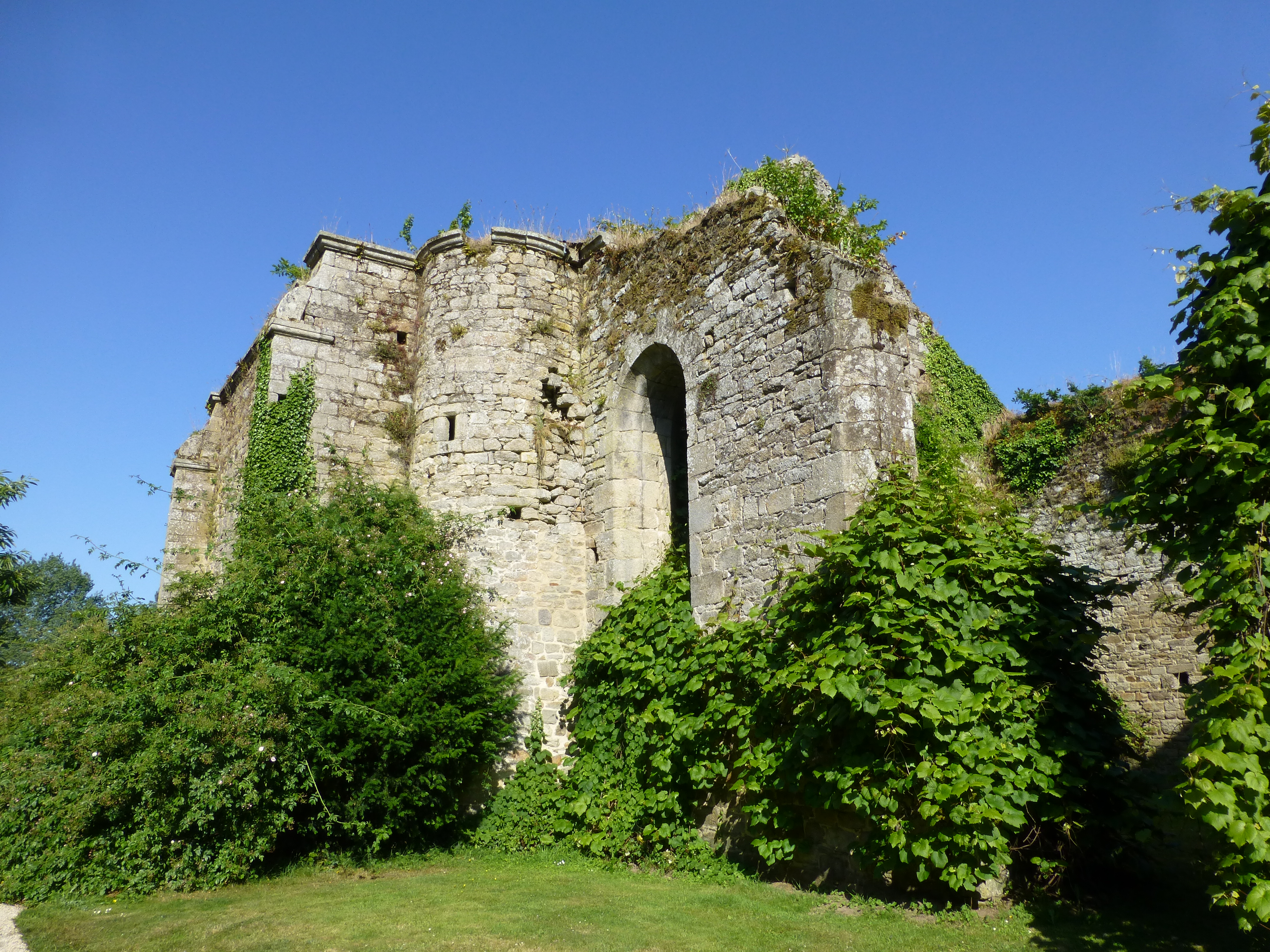
Развалины аббатства Святого Креста
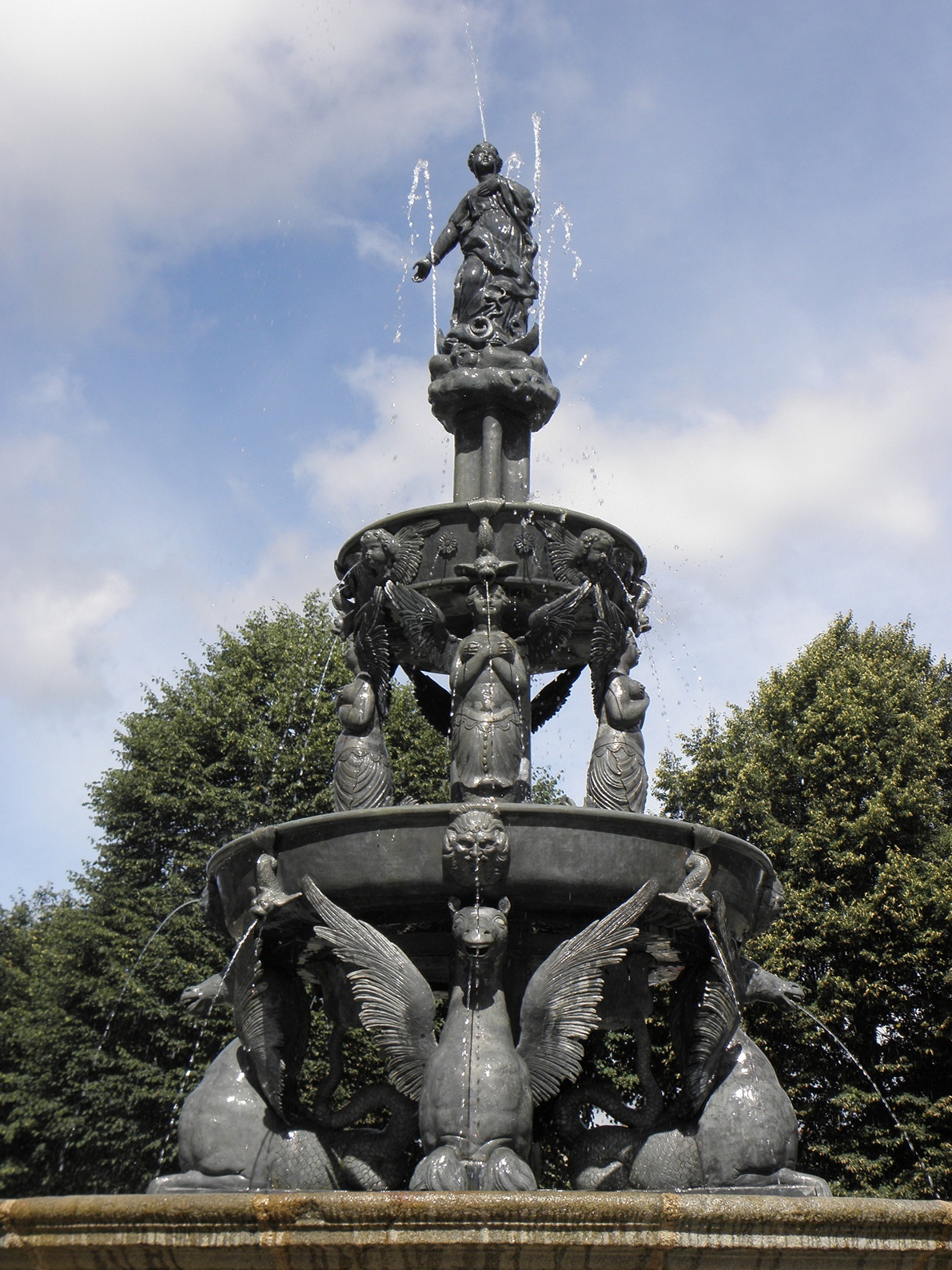
Фонтан Ла Пломе